# Śląskie Studia Historyczno-Teologiczne
Śląskie Studia Historyczno-Teologiczne (skrót bibliograficzny − SSHT) – periodyk naukowy środowiska teologów oraz historyków katowickich ukazujący się od 1968 roku. W 1998 roku stał się organem powołanego do życia Instytutu Teologiczno-Pastoralnego, a po utworzeniu 7 listopada 2000 roku Wydziału Teologicznego na Uniwersytecie Śląskim w Katowicach − organem naukowym tegoż wydziału.
Pierwszy tom SSHT ukazał się w 1968 roku i był drugim po Studiach Warmińskich periodykiem naukowym wydawanym przez lokalne środowiska teologiczne. Do chwili przekształcenia SSHT w półrocznik, ukazały się 34 tomy. Wszystkie artykuły poddawane są recenzji wewnętrznej i zewnętrznej, posiadają streszczenia obcojęzyczne. Od 2000 roku Redakcja zmieniła profil wydawniczy periodyku poszerzając grono Autorów i problematykę. W dziale historycznym preferuje się nadal tematykę śląską, ale widzianą w kontekście „Kresów” nie tylko zachodnich, ale także wschodnich.

## Redaktorzy naczelni
- ks. prof. Remigiusz Sobański 1968−1975
- ks. prof. Romuald Rak 1976−1980
- ks. prof. Wincenty Myszor 1981−1995
- ks. bp dr Stefan Cichy 1996−1999
- ks. prof. Jerzy Myszor 2000−2010
- ks. dr hab. Jacek Kempa 2010−2019
- ks. dr Wojciech Surmiak (2019−)

## Rada naukowa
- ks. prof. dr Edmund Kowalski − Accademia Alfonsiana (Rzym), ks. prof. dr hab. Marian Machinek − UWM - Olsztyn, ks. prof. dr hab. Jerzy Myszor − Uniwersytet Śląski w Katowicach, ks. prof. Józef Niewiadomski − Universitat Innsbruck, ks. prof. dr hab. Henryk Seweryniak − UKSW (Warszawa), prof. dr hab. Wojciech Świątkiewicz − Uniwersytet Śląski w Katowicach.